# Башаров, Марат Алимжанович
Мара́т Алимжа́нович Баша́ров (тат. Марат Галимҗан улы Бәшәров; род. 22 августа 1974, Москва, СССР) — российский актёр театра, кино и дубляжа, телеведущий. Заслуженный артист Республики Татарстан (2012), лауреат Государственной премии Российской Федерации (2002).

## Биография

### Ранние годы
Родился в Москве 22 августа 1974 года, мать — повар, отчим — слесарь-сантехник. В детстве носил фамилию отчима — Юнисов. По национальности — татарин.
После окончания школы поступил на юридический факультет МГУ.
После недолгого обучения в МГУ поступил в 1992 году в Высшее театральное училище имени М. С. Щепкина.

### Карьера
По предложению брата (работающего театральным критиком) решил пройти пробы на роль в спектакле «Кентервильское привидение» (театр «Современник») и после получения роли два сезона принимал участие в постановках данного спектакля.
Во время учёбы участвовал в съёмках в рекламе, а также в эпизодической роли в фильме «Утомлённые солнцем» (1994).
С 2009 года, начиная с 8 сезона программы, ведёт передачу «Битва экстрасенсов» на канале ТНТ, заменив Михаила Пореченкова. Летом 2015 года в паре с Натальей Бардо недолго вёл развлекательное телешоу «Мистер и Миссис СМИ» на «Первом канале».
25 февраля 2022 года был уволен из театра «Школа современной пьесы» за поддержку ввода российских войск на Украину.

## Общественная позиция
В 2022 году поддержал российское вторжение на Украину. В день России посетил ЛНР.

### Санкции
19 октября 2022 года внесён в санкционные списки Украины против лиц «которые публично призывают к агрессивной войне, оправдывают и признают законной вооружённую агрессию РФ против Украины, временную оккупацию территории Украины».
3 февраля 2023 года внесён в санкционный список Канады как причастный к распространению российской дезинформации и пропаганды.

## Личная жизнь
Состоял в фактическом браке с Елизаветой Круцко (в прошлом — агент актёра Андрея Краско), работающей в студии «ТриТэ». Брак был «узаконен по исламу», был прочитан никах, а Круцко приняла ислам и получила имя Лейла. 6 сентября 2004 года у супругов родилась дочь Амели. В 2009 году после получившей широкую огласку связи с Татьяной Навкой пресса сообщила о расставании с Круцко.
9 ноября 2012 года решением мирового судьи был лишён права на вождение транспортных средств на 1 год и 8 месяцев за управление автомобилем в состоянии алкогольного опьянения.
31 мая 2014 года женился на актрисе Екатерине Архаровой, племяннице актёра Эммануила Виторгана. В октябре 2014 года Архарова с многочисленными ушибами, переломом носа и сотрясением мозга была помещена в больницу. 11 ноября в эфире передачи «Пусть говорят» («Первый канал») она рассказала об избиениях её Башаровым, его приступах жестокости и пристрастии к алкоголю. В марте 2015 года Архарова и Башаров официально развелись.
5 июля 2016 года сообщил, что женится на своей беременной поклоннице, Елизавете Шевырковой. Сын Марсель родился 28 июля 2016 года. Бракосочетание состоялось 9 сентября 2017 года. В том же году, после насилия со стороны мужа, Шевыркова обращалась в больницу с травмой руки, но там отказалась фиксировать травмы и подавать заявление в полицию. 27 декабря 2018 года Шевыркова попала в больницу с травмой носа. Сообщалось, что Башаров набросился на неё в порыве ярости и сломал ей нос. В феврале 2019 года Шевыркова приняла решение расстаться с Башаровым и подала на развод. Они развелись 21 марта 2019 года.

## Работы

### Театр
Московский театр «Современник»
- 1991 — «Кентервильское привидение» — герцог Сэссил (1991—1992)

Театральное товарищество 814
- 1998 — «Горе от ума» А. Грибоедова, реж. Олег Меньшиков — Антон Антонович Загорецкий (1998—2000)[29]

Независимый театральный проект
- 2002 — «Рикошет»[30] по пьесе Э. Тейлора «Убийство по ошибке» — Гарольд Кент
- 2002 — «Ladies' night. Только для женщин»[31] по пьесе Энтони Маккартена, Стефана Синклера и Жака Коллара
- 2003 — «Белоснежка и другие»[32]

Современный театр антрепризы
- «Жениться вам надо, барин!» (по мотивам комедии Н. Некрасова «Осенняя скука») — барин Ласуков
- «Сублимация любви» (по произведению Альдо де Бенедетти) — Пьетро, драматург
- Театр музкомедии (Минск)
- Оперетта «Граф Люксембург» — князь Базинелли

### Фильмография
| Год  |   | Название                                        | Роль                                                               |
| ---- | - | ----------------------------------------------- | ------------------------------------------------------------------ |
| 1994 | ф | Утомлённые солнцем                              | танкист                                                            |
| 1998 | ф | Сибирский цирюльник                             | Полиевский, юнкер                                                  |
| 1999 | ф | Ворошиловский стрелок                           | Игорь Зворыгин, студент                                            |
| 2000 | ф | Свадьба                                         | Мишка Крапивин                                                     |
| 2000 | ф | Чёрная комната                                  | Женя (новелла «Гипноз»)                                            |
| 2000 | ф | Тихие омуты                                     | гаишник                                                            |
| 2000 | с | Идеальная пара                                  | Андрей                                                             |
| 2000 | с | Граница. Таёжный роман                          | лейтенант Иван Столбов                                             |
| 2001 | с | Кобра                                           | Кирилл Гриднёв                                                     |
| 2002 | с | Ледниковый период                               | Саша Каплевич, опер                                                |
| 2002 | ф | Олигарх                                         | Кошкин                                                             |
| 2002 | ф | Шукшинские рассказы (новелла «Гена Пройдисвет») | Гена Пройдисвет                                                    |
| 2003 | ф | Спас под берёзами                               | хулиган на мотоцикле                                               |
| 2004 | ф | Моя большая армянская свадьба                   | Женя                                                               |
| 2004 | ф | 72 метра                                        | капитан-лейтенант Пётр Орлов                                       |
| 2004 | с | Холостяки                                       | Гоша Кюрдзидис                                                     |
| 2004 | с | Гибель империи                                  | Штольц                                                             |
| 2004 | с | Родственный обмен                               | Женя                                                               |
| 2004 | ф | Слова и музыка                                  | молодой рок-певец Женя Кронин                                      |
| 2005 | с | Сатисфакция                                     | Николай I                                                          |
| 2005 | с | Небесная жизнь                                  | Лесков                                                             |
| 2005 | с | Охота на изюбря                                 | Дмитрий Неклясов, заместитель Извольского                          |
| 2005 | ф | Турецкий гамбит                                 | офицер Митя Гриднев                                                |
| 2006 | с | Утёсов. Песня длиною в жизнь                    | Леонид Утёсов в молодости                                          |
| 2006 | ф | Дикари                                          | Мистер (бизнесмен, директор крупной корпорации)                    |
| 2006 | ф | Изображая жертву                                | «Карась»                                                           |
| 2006 | с | Сделка                                          | Иван                                                               |
| 2006 | ф | Снежная королева                                | Андрей                                                             |
| 2006 | ф | Танкер «Танго»                                  | Дмитрий Тризняк                                                    |
| 2006 | с | Главный калибр                                  | Сергей                                                             |
| 2006 | ф | Первый дома                                     | Сан Саныч Белый («Доцент») / Василий Алибабаевич                   |
| 2007 | ф | Консервы                                        | Игорь Давыдов                                                      |
| 2007 | ф | 1612                                            | Иван Никитич, воевода города Наволока                              |
| 2007 | ф | День выборов                                    | один из квартета «Стоматологи»                                     |
| 2007 | с | На пути к сердцу                                | Герман, кардиохирург                                               |
| 2007 | ф | Контракт на любовь                              | Илья Ракитин                                                       |
| 2007 | с | Ленинград                                       | Юра Краско                                                         |
| 2008 | ф | Господа офицеры: Спасти императора              | подпоручик Любавин                                                 |
| 2008 | ф | На краю стою                                    | подполковник Власов                                                |
| 2008 | ф | Новая Земля                                     | Толя-слесарь                                                       |
| 2008 | ф | Отдамся в хорошие руки                          | Эдик Бауров                                                        |
| 2008 | ф | Старшая жена                                    | продавец овец                                                      |
| 2008 | ф | Ловец ветра                                     | отец Руслана                                                       |
| 2009 | ф | Пассажирка                                      | Иван Чижиков, матрос, воздыхатель Аннушки                          |
| 2009 | ф | Юленька                                         | Андрей Белов, учитель античной литературы                          |
| 2009 | с | Деревенская комедия                             | Костя Пышкин                                                       |
| 2009 | с | История лётчика                                 | Сергей Филатов                                                     |
| 2009 | ф | На краю стою                                    | подполковник Власов                                                |
| 2010 | ф | Назад в СССР                                    | Антон Владимирович Родимов                                         |
| 2010 | ф | В стиле Jazz                                    | актёр                                                              |
| 2010 | ф | Зайцев, жги! История шоумена                    | Дмитрий Афоничев                                                   |
| 2010 | с | Индус                                           | Антон Пономарёв                                                    |
| 2011 | ф | Самоубийцы                                      | энтузиаст-воздухоплаватель                                         |
| 2011 | ф | Служебный роман. Наше время                     | Юрий Григорьевич Самохвалов                                        |
| 2011 | ф | На крючке!                                      | другой Власов                                                      |
| 2011 | с | Измена                                          | Сергей Романенко                                                   |
| 2011 | ф | Красавчик                                       | Сергей Курлянский                                                  |
| 2012 | ф | Отстегните ремни                                | Максим Аганов                                                      |
| 2012 | ф | Ржевский против Наполеона                       | Багратион                                                          |
| 2012 | с | Анна Герман. Тайна белого ангела                | Валентин Лавришин                                                  |
| 2013 | с | Думай как женщина                               | Евгений Новиков / Ева                                              |
| 2013 | ф | Пока ещё жива                                   | Андрей                                                             |
| 2013 | ф | Второе дыхание                                  | Игорь                                                              |
| 2013 | ф | Новогодний рейс                                 | Павловский                                                         |
| 2014 | ф | Доброе имя                                      | Антон Добряков                                                     |
| 2014 | ф | Фотограф / Fotograf                             | Соколов, отец Коли                                                 |
| 2015 | ф | Батальонъ                                       | Александр Керенский                                                |
| 2016 | ф | Герой                                           | барон Иван Карлович фонъ ЛивѢн (фон Ливен), однополчанин Долматова |
| 2016 | с | Пьяная фирма                                    | майор Егор Гнилорыбов                                              |
| 2017 | ф | Движение вверх                                  | Геннадий Терещенко                                                 |
| 2017 | ф | Мулла                                           | Артур                                                              |
| 2018 | с | Новый муж                                       | Владимир Волин, муж Тамары                                         |
| 2019 | ф | Я подарю тебе победу                            | Алексей Суслищев                                                   |
| 2020 | с | Гадалка 2                                       | полковник Кораблёв                                                 |
| 2021 | ф | Красные пророчества                             | Кирилл Светлов                                                     |
| 2021 | с | МУР-МУР                                         | «Юза» (Иосиф Яковенко), главарь банды                              |
| 2021 | с | Тайна Лилит                                     | Эдуард Андреевич, ведущий телешоу «Битва магов»                    |
| 2022 | с | Катюша                                          | Степан Сергеевич Мухин, полковник РККА                             |
| 2022 | с | Пианистка                                       | Роберт Шилов                                                       |
| 2023 | ф | Баба Яга спасает мир                            | режиссёр                                                           |
| 2024 | ф | Мастер и Маргарита                              | директор театра Степан Богданович Лиходеев                         |
| 2024 | ф | Кореша                                          | снимался                                                           |
| 2025 | ф | Роднина                                         | Альберт Иванович Лисов                                             |

### Телевидение
Участвовал в телевизионных проектах:
- «Звёзды на льду» в паре с фигуристкой Татьяной Навкой, их пара стала победительницей этого проекта;
- «Ледниковый период» в качестве телеведущего с соведущей фигуристкой Ириной Слуцкой;
- «Ледниковый период-2» в качестве телеведущего с соведущей Анастасией Заворотнюк;
- «Ледниковый период-3» в паре с фигуристкой Татьяной Навкой;
- С 11 октября 2009 года стал ведущим 8-го и последующих сезонов реалити-шоу «Битва экстрасенсов» (ТНТ);
- «Лёд и пламень» в качестве телеведущего с соведущей Анастасией Заворотнюк;
- Премия «Призвание» 2009, спектакль на церемонии. Роль врача, вместе с Сергеем Шакуровым;
- «Танцы со звёздами-2012» в паре с танцовщицей Кристиной Асмаловской, их пара заняла третье место, так как Марат не присутствовал на финале передачи из-за смерти матери;
- «Мистер и Миссис СМИ» (2015).
- С 1 апреля 2023 года являлся ведущим шоу «Экстрасенсы. Битва сильнейших»[33].
- С 13 января 2024 года являлся ведущим шоу «Экстрасенсы.Реванш».

## Награды
- Государственная премия Российской Федерации в области киноискусства (10 июня 2002, за сериал «Граница. Таежный роман»)[34].
- Заслуженный артист Республики Татарстан (2012).
- Премия «Звезда Театрала» в номинации «Звёздный дождь» (2010).